# Sherin Bansi-Durga
Sherin Bansi-Durga is een Surinaams onderwijzer en bestuurder. Ze is sinds augustus 2020 districtscommissaris van Saramacca.

## Biografie
Bansi-Durga was onderwijzer aardrijkskunde op een middelbare school. Ze is lid van de Vooruitstrevende Hervormings Partij (VHP).
Ze werd op 25 augustus 2020 door president Chan Santokhi geïnstalleerd als districtscommissaris (dc) van Saramacca. De feitelijke overdracht door Sarwankoemar Ramai vond plaats op 29 augustus. In september 2021 nam ze daarnaast enkele weken als dc waar in Nickerie. In december 2021 plaatsten burgers een barricade op de Gangaram Pandayweg, om te protesteren tegen de slechte staat van de weg. Bansi-Durga bemiddelde in het conflict en zorgde voor een gesprek met de betrokken de ministers en een delegatie van Staatsolie, wat voor de demonstranten reden was om de barricade op te heffen. In aanloop naar de verkiezingen van 2025 werd ze op eigen verzoek tijdelijk op non-actief gesteld, om zich te kunnen richten op politieke werkzaamheden voor de VHP.
Tijdens de verkiezingen van 2025 stond zij op nummer 21 van de lijst van de VHP.